# Эсмеральда (фильм, 1905)
«Эсмеральда» (фр. La Esméralda) — немой короткометражный драматический фильм режиссёров Алис Ги-Блаше (1873—1968) и Викторена Жассе (1862—1913). Фильм снят по роману Виктора Гюго.
Премьера состоялась во Франции в 1905 году.

## Сюжет
Фильм рассказывает о жизни цыганской красавицы Эсмеральды и горбуна Квазимодо, звонаря Собора Парижской Богоматери.

## В ролях
- Деннис Бекке — Эсмеральда
- Хенри Ворин — Квазимодо